# Трисур
Трисур (сан. श्रीशिवपुरम्, мл. തൃശൂര്‍) је град у Индији у држави Керала. Према незваничним резултатима пописа 2011. у граду је живело 315.596 становника.

## Становништво
Према незваничним резултатима пописа, у граду је 2011. живело 315.596 становника.
| 1991.   | 2001.   | 2011.   |
| ------- | ------- | ------- |
| 292.529 | 317.526 | 315.596 |